# پاتکا
پاتکا (به مجاری:  Pátka) یک شهرداری در مجارستان است که در شهرستان‌ فیر واقع شده‌است. پاتکا ۴۰٫۳۸ کیلومتر مربع مساحت و ۱٬۶۴۵ نفر جمعیت دارد.